# Polyptychia hermieri
Polyptychia hermieri là một loài bướm đêm thuộc họ Notodontidae. Nó được tìm thấy ở Guyane thuộc Pháp, Trinidad và the lower Amazon basin.

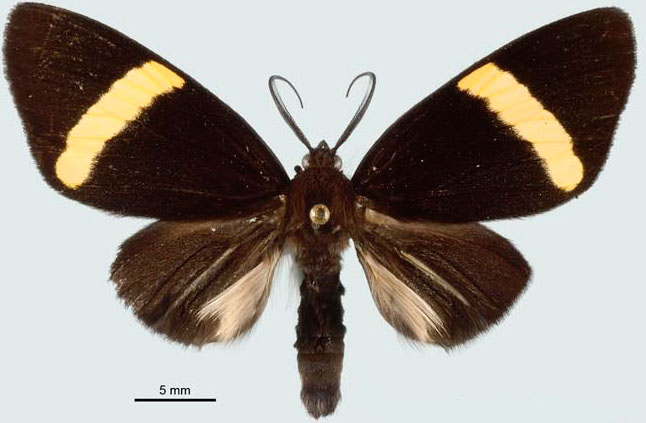
Con đực

Ấu trùng ăn Passiflora candida.